# Эдемское
Эде́мское — село в Камешковском районе Владимирской области России, входит в состав Брызгаловского муниципального образования.

## География

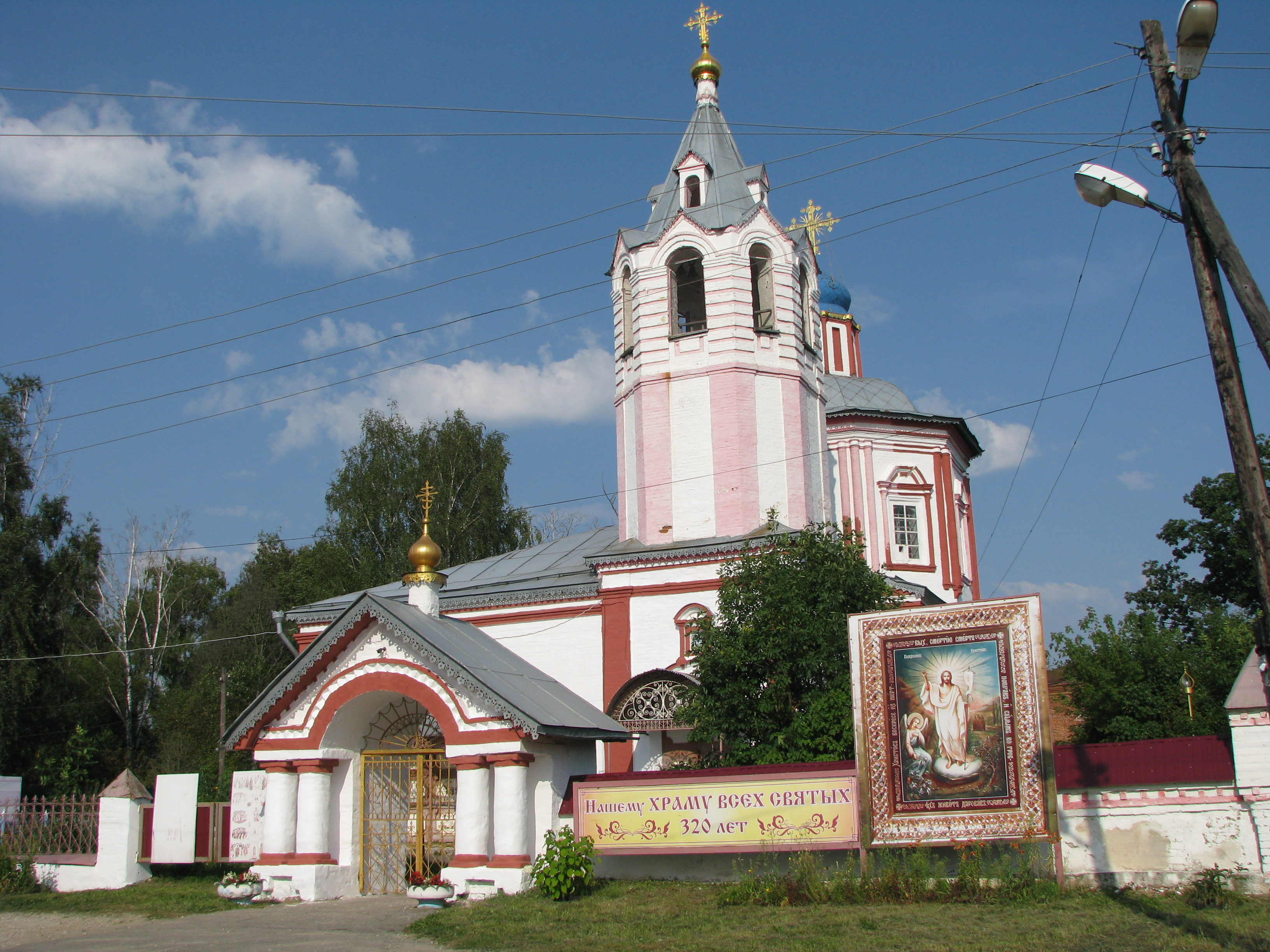
Храм во имя Всех Святых. 1691

Село расположено в 7 км на юго-запад от центра поселения посёлка Имени Карла Маркса, в 4 км на северо-восток от райцентра Камешково и в 2 км от ж/д станции Новки на линии Владимир — Ковров.

## История
В 1691 году на средства помещика окольничего Никиты Акинфова в селе была построена каменная церковь с колокольней. Престолов в церкви было два: главный — в честь Всех Святых и придельный — во имя святого великомученика Димитрия Солунского. Приход состоял из села и деревень: Верещагино, Пропастищи, Григорково, Сосновка. С 1878 года в селе существовала церковно-приходская школа.
В конце XIX — начале XX века село являлось центром Эдемской волости Ковровского уезда. В 1859 году в селе числилось 27 дворов, в 1905 году — 62 двора.
В 1940 году село являлось центром Эдемского сельсовета, в дальнейшем вплоть до 2005 года входило в состав Брызгаловского сельсовета (с 1998 года — сельского округа).

## Население
| 1859 | 1905 | 1926 |
| ---- | ---- | ---- |
| 398  | 574  | 547  |

| 1859 | 1905 | 1926 | 2002 | 2010 | 2021 |
| ---- | ---- | ---- | ---- | ---- | ---- |
| 398  | ↗574 | ↘547 | ↘210 | ↗233 | ↗251 |

## Достопримечательности
В селе находится действующая Церковь Всех Святых (1691).